# ویندهام لوئیس
پرسی ویندهام لوئیس (به زبان انگلیسی: Percy Wyndham Lewis) (متولد ۱۸ نوامبر ۱۸۸۲ در نوا اسکوشیا -درگذشت ۷ مارس ۱۹۵۷ در لندن) نویسنده و نقاش انگلیسی است. ویندهام لوئیس به دلیل بی‌علاقگی به نام پرسی، آن را از اسم خود حذف کرده بود.
در ۱۸۸۲ در شهر نُوا اِسکوشیا شرق کانادا از پدری آمریکایی و مادری انگلیسی به دنیا آمد و در ۱۹۵۷ در لندن از دنیا رفت. در سال‌های ۱۸۹۸–۱۹۰۱ در مدرسهٔ هنر اسلِید هنرآموزی کرد. در پاریس و مونیخ به سیروسیاحت و ادامهٔ تحصیل پرداخت. در ۱۹۰۹ به انگلستان بازگشت، ولی به کرات به پاریس سفر می‌کرد. با اِزرا پاوند آشنا شد. در ۱۹۱۲ در نمایشگاه‌های گروهی کامدن تاون و نمایشگاه پُست-امپرسیونیستی دوم راجر فرای در گالری‌های کرافتن در لندن شرکت جست. در ۱۹۱۳ به کارگاه‌های اُمگای فرای پیوست، ولی اندک زمانی بعد آن‌ها را ترک کرد و در ۱۹۱۴ «کانون هنر شورشگر» را بنیاد نهاد. همچنین با همکاری هنرمندان دیگری «گروه لندن» را تشکیل داد. در سال‌های ۱۹۱۴ و ۱۹۱۵ با دو شمارهٔ نشریهٔ بلاست همکاری کرد و سردبیری آن‌ها را برعهده گرفت. در ژوئن ۱۹۱۵ نمایشگاه مربوط به جنبش وُرتیسیسم را در گالری‌های دُرِه و در ۱۹۱۷ در نیویورک تشکیل داد. در ۱۹۱۶ به عنوان سرباز توپخانه در ارتش خدمت کرد. در دسامبر ۱۹۱۷ به عنوان هنرمند جنگ منصوب شد. در ۱۹۱۸ نخستین رمان خود را با عنوان تار منتشر ساخت. در ۱۹۱۹ نمایشگاه انفرادی خود را در گالری گوپیل برپا کرد. به کشیدن تابلو و همچنین نگارش رمان و نقدهای سیاسی و فرهنگی و اظهارنظر دربارهٔ کتاب‌ها ادامه داد و معمولاً به هنر مدرن می‌تاخت. به تدریج از قدرت بینایی‌اش کاسته شد و در ۱۹۵۱ به کلی نابینا شد.